# Гидрография Волгоградской области
По территории Волгоградской области протекает около 190 рек различной величины. Они относятся к бассейнам Азовского и Каспийского морей, Прикаспийскому и Сарпинскому бессточным бассейнам. Большая часть территории региона дренируется Доном с его притоками: Хопром, Медведицей, Иловлей, Чиром, Донской Царицей, Мышковой, Аксаем, Курмоярским Аксаем — всего 165 рек. Волжский бассейн занимает узкую полосу вдоль долины Волги и включает 30 водотоков.
На обширной территории Прикаспийского бессточного района (22 172 км²) рек мало, они впадают в озеро Эльтон (Сморогда, Хара, Ланцуг). Реки, относящиеся к Сарпинскому бессточному бассейну, стекают с восточного склона Ергенинской возвышенности и впадают в озёра Сарпа и Цаца.
Общая протяжённость рек, протекающих по территории Волгоградской области, составляет 7981 км, 9 из них имеют протяжённость более 200 км, их суммарная длина в пределах области — 1947 км. Питание рек происходит за счёт атмосферных осадков (80—90 % всего объёма) и грунтовых вод.
Волга, Дон с крупными притоками используются как водные транспортные магистрали. На них построены крупные ГЭС, созданы водохранилища, дающие возможность использовать воду для выработки гидроэнергии и на орошение полей. Волга и Дон соединены судоходным каналом, благодаря которому проложен глубоководный путь между Балтийским, Белым, Каспийским и Азовским морями.

## Волга
Волга — самая большая река европейской части России. Она берет начало на Валдайской возвышенности из ключа, лежащего на высоте около 225 м над уровнем моря, недалеко от деревни Волговерховье Осташковского района Тверской области и впадает в Каспийское море на отметке −28 м. Общая длина Волги 3531 км. По протяжённости она занимает 14-е место, по площади бассейна (1360 тыс. км²) — 12-е, а по среднему расходу воды (более 8 тыс. м³/сек) — 16-е место среди рек мира.
По территории Волгоградской области Волга протекает своим нижним течением на протяжении 318 км. Площадь бассейна в пределах области 15,4 тыс. км².
Крупнейшим левым притоком Волги в пределах области является Еруслан. Правобережные притоки незначительны по своей протяжённости и площади бассейна — реки Даниловка, Щербаковка, Добринка, Балыклейка. Ниже Волгограда Волга не принимает притоков. В районе г. Волжского от неё отделяется рукав Ахтубы, который течёт параллельно главному руслу. Между ним и рекой Ахтубой образовалась Волго-Ахтубинская пойма, достигающая ширины 25—30 км. Пойма изрезана многочисленными протоками, озёрами.

### Волжская ГЭС
В северной части Волгограда река была перекрыта плотиной ГЭС, в результате чего образовалось Волгоградское водохранилище, длина которого 546 км, площадь — 3115 км², полный объём — 31,4 км³, полезный — 8,2 км³. Водохранилище руслового типа и располагается в сравнительно узкой части долины Волги. Ширина основной его части составляет 4—7 км. Местами оно сужается до 2,5—3,0 км, а на некоторых участках расширяется до 10—14 км.
Главное русло Волги имеет ширину от 1 до 2 км, оно изобилует большими островами. (Напротив Тракторозаводского района Волгограда располагаются острова Спорный и Денежный; ниже по течению образовались острова Голодный и Сарпинский, последний имеет наибольшую ширину до 10 км). Глубина Волги ниже плотины ГЭС колеблется от 5 до 15 м, скорость течения 1,0—1,5 м/сек. В русле имеются многочисленные перекаты, осложняющие судоходство. Берега, сложенные песчаными породами, подвергаются значительным перемещениям, достигающим 35—40 метров в год.

## Дон
Дон берет начало на южном склоне Среднерусской возвышенности вблизи г. Епифани Тульской области. Истоком реки принято считать ключи, выходящие из известняков у с. Урванки. Впадает Дон в Таганрогский залив Азовского моря, образуя здесь дельту. Средний годовой расход воды составляет 900 м³/сек. Годовой сток — 30 км³. Площадь бассейна Дона 422,5 тыс. км², длина 1870 км. По территории Волгоградской области Дон протекает на протяжении 537 км, площадь бассейна 12,1 тыс. км².

### Цимлянское водохранилище
Долина Нижнего Дона была перекрыта плотиной ГЭС, в результате чего образовалось Цимлянское водохранилище. Его акватория имеет площадь 2700 км², общий объём — 23,9 км³, в том числе полезный — 11,5 км³. Средняя ширина водоёма около 12 км, наибольшая — 30 км.
Цимлянское море имеет общую длину 260 км и большая его часть находится в пределах Волгоградской области. При ветрах до 20 м/сек Цимлянское водохранилище бывает очень бурным. Шторм здесь не редкость, а высота волн достигает 2,5—3,5 м.

### Хопёр
Хопёр — левый приток Дона. Берёт начало на юго-западном склоне Приволжской возвышенности на высоте 200 м в Пензенской области. Впадает в Дон у станицы Усть-Хопёрской. Протяжённость его 979 км; по территории Волгоградской области он протекает на протяжении 325 км, пересекая Урюпинский, Нехаевский, Алексеевский и Кумылженский районы. Общая площадь бассейна Хопра 61,1 тыс. км².
Самой северной рекой области является Кардаил, а самой южной рекой области является Кара-Сал входящие в бассейн Среднего, первая и Нижнего, вторая Дона.

## Волго-Донской канал им. В. И. Ленина
От Волги канал проходит по долине р. Сарпы, затем по Волго-Донскому водоразделу, используя долину рек Червлёной и Карповки, выходит в Дон (залив Цимлянского водохранилища) ниже г. Калач-на-Дону. Продольный профиль его делится на три участка. Первый — волжский склон — протяжённостью 21 км, с девятью шлюзами, второй — водораздельный — протяжённостью 25 км. Третий проходит по донскому пологому склону, имеет протяжённость около 55 км и четыре шлюза.
Каждый из 13 шлюзов является ступенькой канала высотой около 10 м. Девятый шлюз расположен на Волго-Донском водоразделе на высоте 88 м над уровнем Волги и венчает «Волжскую лестницу». На водораздельном участке шлюзов нет. Здесь в долине р. Червлёной создано Варваровское водохранилище, занимающее площадь 16 км². Чаша его вмещает 124 млн м³ воды, которой питается весь волжский склон судоходного канала. Из этого водохранилища к югу прорыт канал длиной 42 км, и по нему вода поступает на сельскохозяйственные поля.
Десятый шлюз является первой ступенью «Донской лестницы». За ним находится Береславское водохранилище, которое имеет площадь около 14 км² и вмещает 48 млн м³ воды. На берегах водоёма расположены дачные участки, поля и овощные плантации. Самое большое водохранилище на трассе канала — Карповское, площадь его 42 км², объём воды 155 млн м³. За 13-м шлюзом канал выходит в Цимлянское водохранилище.
В канал поступает донская вода, которая последовательно перекачивается тремя насосными станциями в Карповское, Береславское и Варваровское водохранилища, шлюзы волжского склона питаются за счёт последнего.
Уровень воды в канале почти все время постоянный. На зиму она выкачивается из шлюзов, и в это время происходит их плановый ремонт.